# Endiandra sideroxylon
Endiandra sideroxylon är en lagerväxtart som beskrevs av B.P.M. Hyland. Endiandra sideroxylon ingår i släktet Endiandra och familjen lagerväxter. Inga underarter finns listade i Catalogue of Life.